# Émile Dupont
Émile Leon Jacques Dupont (ur. 8 czerwca 1887 w Liège, zm. 18 marca 1959 tamże) – belgijski strzelec, medalista olimpijski.

## Kariera
Specjalizował się w strzelaniu do rzutków. Dwukrotny uczestnik igrzysk olimpijskich (IO 1920, IO 1924). Podczas igrzysk w Antwerpii zajął indywidualnie 9. miejsce w trapie, zaś w drużynie zdobył srebrny medal (skład reprezentacji: Albert Bosquet, Joseph Cogels, Émile Dupont, Henri Quersin, Louis Van Tilt, Edouard Feisinger). W Paryżu nie ukończył zawodów indywidualnych, zaś z drużyną osiągnął 4. miejsce.
W 1911 roku poślubił belgijską tenisistkę Marthe Dupont.

## Wyniki

### Igrzyska olimpijskie
| Igrzyska       | Konkurencja     | Wynik                           | Miejsce | Źródło |
| -------------- | --------------- | ------------------------------- | ------- | ------ |
| Antwerpia 1920 | Trap            | 84 pkt.                         | 9       | [ 1 ]  |
| Antwerpia 1920 | Trap, drużynowo | 503 pkt. (druż.)                |         | [ 2 ]  |
| Paryż 1924     | Trap            | DNF                             | DNF     | [ 3 ]  |
| Paryż 1924     | Trap, drużynowo | 354 pkt. (druż.) 86 pkt. (ind.) | 4       | [ 4 ]  |